# Dallas Eakins
Dallas Franklin Eakins, geb. Yoder, (* 27. Februar 1967 in Dade City, Florida) ist ein ehemaliger kanadischer Eishockeyspieler sowie derzeitiger -trainer und -funktionär US-amerikanischer Herkunft. Seine aktive Karriere war vom fortwährenden Wechseln zwischen diversen Teams geprägt, wobei er sich nie in der National Hockey League (NHL) etablieren konnte und für insgesamt 18 Mannschaften aus drei Ligen auf dem Eis stand. Als Trainer war er lange Zeit bei den Toronto Maple Leafs und bei deren Farmteam, den Toronto Marlies, tätig, ehe er von Juni 2013 bis Dezember 2014 als Cheftrainer der Edmonton Oilers fungierte. Zuletzt bis April 2023 war er in gleicher Funktion bei den Anaheim Ducks aktiv, nachdem er in der Zwischenzeit deren Farmteam, die San Diego Gulls, in der American Hockey League betreut hatte. Seit November 2023 ist Eakins als Cheftrainer und Sportdirektor in Personalunion bei den Adler Mannheim aus der Deutschen Eishockey Liga (DEL) angestellt.

## Karriere

### Als Spieler

#### Jugend
Dallas Eakins kam als Dallas Yoder in Dade City, Florida, zur Welt. Sein Vater, der ohne festen Wohnsitz lebte, war direkter Nachfahre amerikanischer Indianer, nach Eakins’ eigener Aussage der Cherokee. Seine Eltern trennten sich kurz nach seiner Geburt, woraufhin seine Mutter einen kanadischen Fernfahrer mit Namen Eakins kennenlernte und heiratete. In der Folge zog Dallas im Alter von sieben Jahren mit seiner Mutter und seiner jüngeren Schwester nach Peterborough, Ontario, und nahm den Namen Dallas Eakins an.
Mit seiner Ankunft in Kanada begann Eakins mit dem Eishockeyspielen. In seiner neuen Heimat spielte er im Jugendbereich für die Peterborough Travelways sowie für die Peterborough Legionnaires, ehe er sich 1984 den Peterborough Petes aus der Ontario Hockey League anschloss. Bereits nach seiner ersten Saison in einer der erstklassigen kanadischen Juniorenligen wurde er im NHL Entry Draft 1985 an 208. Position von den Washington Capitals ausgewählt. Vorerst blieb er jedoch bei den Petes und steigerte seine Statistik bis zur Saison 1987/88 auf 38 Scorerpunkte aus 64 Spielen, in der er die Mannschaft auch als Kapitän anführte.

#### Profi zwischen NHL, AHL und IHL
Nach seinem Profi-Debüt bei den Baltimore Skipjacks aus der American Hockey League (AHL) nahmen ihn 1989 die Winnipeg Jets unter Vertrag, da die Washington Capitals, die sich durch den Entry Draft die NHL-Rechte an Eakins gesichert hatte, kein Interesse an ihm zeigten. Die nächsten vier Jahre verbrachte der Verteidiger beim Farmteam der Jets, den Moncton Hawks, in der AHL und kam nur in der Saison 1992/93 zu 14 Einsätzen in der NHL. Damit war er erst der zweite aus Florida stammende Spieler in der NHL, sowie der erste, der einen Scorerpunkt verbuchte.
Nach dieser Saison nahmen ihn die Florida Panthers unter Vertrag, wo er allerdings auch eher bei den Cincinnati Cyclones in der International Hockey League (IHL) als bei den Panthers zum Einsatz kam. 1995 wurde Eakins dann für ein Viertrunden-Wahlrecht im NHL Entry Draft an die St. Louis Blues abgegeben, wo er jedoch nur ein halbes Jahr blieb, bis ihn die Winnipeg Jets über den Waiver verpflichteten. Zum Ende der Saison 1995/96 wurden die Jets nach Arizona umgesiedelt, wo sie fortan als Phoenix Coyotes firmierten. Doch auch dort blieb Eakins nur ein knappes halbes Jahr (mit hauptsächlich AHL-Spielzeit) und schloss sich den New York Rangers an, die ihn in der AHL bei den Binghamton Rangers unterbrachten. Nach einem weiteren Jahr bei den Florida Panthers (1997/98) unterschrieb er für die Saison 1998/99 bei den Toronto Maple Leafs, wobei sowohl er selbst auch als auch die Medien erwarteten, dass er sich bei den Maple Leafs als Verteidiger in der NHL etablieren könnte. Jedoch kam er auch in Toronto nur zu 18 Einsätzen in der NHL und wurde infolgedessen in die IHL zu den Chicago Wolves geschickt. Diese sollten einer der wenigen Konstanten in seiner endenden Spielerkarriere darstellen, da er von 1999 bis 2003 für die Wolves aktiv war, obwohl er in den New York Islanders und den Calgary Flames weiterhin wechselnde NHL-Arbeitgeber fand. Mit den Wolves gewann er im Jahre 2000 den Turner Cup der IHL sowie 2002 den Calder Cup der AHL, nachdem die Wolves durch Auflösung der IHL in letztere gewechselt waren.
Seine letzte aktive Saison 2003/04 verbrachte der Verteidiger bei den Manitoba Moose in der AHL, wobei er das Team als Kapitän anführte und seine meistens genutzte Trikotnummer 6 gegen die 37 eintauschte und damit an seinen früheren Teamkollegen und Freund Dan Snyder erinnerte, der im Oktober 2003 bei einem Autounfall verstarb. Im Mai 2004 beendete er offiziell seine aktive Karriere. Nach einer Reihe von Transfers zwischen diversen NHL-Franchises und deren Farmteams kam Eakins insgesamt auf 882 Spiele in den Minor Leagues (AHL und IHL) und nur auf 120 NHL-Einsätze.

### Als Trainer

#### Toronto
Bereits ein Jahr nachdem Eakins seine aktive Karriere beendet hatte, wurde er als neuer Assistenztrainer unter Paul Maurice bei den Toronto Marlies vorgestellt, die nun als Farmteam der Toronto Maple Leafs in der AHL fungieren. Im Zuge dieser Anstellung sagte Eakins über seine Eignung als Trainer, dass seine spielerischen Fähigkeiten limitiert waren und er deshalb jeden Aspekt des Spiels genau studieren musste, um erfolgreich zu sein. Darüber hinaus ist seine enge Freundschaft zu Roger Neilson von Bedeutung, da dieser eine Art Mentor für Eakins darstellte. Bereits im Alter von 12 Jahren hatte Eakins Neilsons Eishockey-Schule besucht, während er in späteren Jahren vor allem die Bedeutung der Videoanalyse als Teil des Eishockeytrainings von ihm erlernte. Die Videoanalyse wiederum war auch ein großer Bestandteil der Trainingsphilosophie von Paul Maurice, sodass dieser Eakins nach einer Saison bei den Marlies mit zu den Maple Leafs in die NHL nahm, da er deren Cheftrainerposten übernommen hatte.
Nach zwei Jahren als Assistenztrainer bei den Toronto Maple Leafs fungierte Eakins während der Saison 2008/09 als Director of Player Development und war somit für die Entwicklung und Erweiterung des Spielerkaders zuständig. Mit Beginn der Spielzeit 2009/10 wurde der Kanadier dann zum Cheftrainer der Toronto Marlies ernannt und hatte diese Position vier Jahre inne. In den letzten beiden Saisons seiner Amtszeit belegte die Mannschaft jeweils den ersten Platz der North Division und Eakins nahm als Trainer am AHL All-Star Game teil. Zudem erreichte das Team in der Saison 2011/12 das Finale um den Calder Cup. Im gleichen Spieljahr wurde im März 2012 die Position des Cheftrainers der Maple Leafs frei, jedoch zog General Manager Brian Burke den erfahreneren Randy Carlyle dem jüngeren Eakins vor. Letzterer zeigte sich von dieser Entwicklung sehr enttäuscht.

#### Edmonton Oilers
Im Juni 2013 wurde er zum neuen Cheftrainer der Edmonton Oilers aus der NHL ernannt und trat damit die Nachfolge von Ralph Krueger an. Berichten zufolge waren auch weitere NHL-Franchises, unter anderem die Vancouver Canucks und die New York Rangers, an seiner Verpflichtung interessiert.
Im Dezember wurde er, nachdem die Mannschaft von 31 Spielen nur sieben gewonnen hatte, als Cheftrainer der Edmonton Oilers entlassen. Mit einer Siegquote von nur 32,1 % ist Eakins der statistisch gesehen schlechteste Trainer der Oilers (abgesehen von Bryan Watson, der 18 Spiele als Interimstrainer absolvierte). Als Nachfolger wurde Todd Nelson vorgestellt, der bisher die Oklahoma City Barons, das Farmteam der Oilers aus der AHL, trainiert hatte und das Amt des Cheftrainers interimsweise bis zum Ende der Saison übernahm.

### San Diego und Anaheim
Nach einem halben Jahr Pause wurde Eakins im Juni 2015 als neuer Cheftrainer der San Diego Gulls aus der American Hockey League vorgestellt. Die Mannschaft nahm erst mit Beginn der Saison 2015/16 den Spielbetrieb auf und fungiert als Farmteam der Anaheim Ducks. Die Gulls betreute er in der Folge bis Juni 2019, als ihm die Rückkehr in die NHL gelang, indem er bei den Anaheim Ducks die Nachfolge von Randy Carlyle bzw. von Interimstrainer Bob Murray antrat. Im April 2023 wurde er jedoch nach einer äußerst schwachen Spielzeit 2022/23 entlassen.

### Adler Mannheim
Seit Ende November 2023 ist Eakins als Cheftrainer und Sportdirektor in Personalunion bei den Adler Mannheim aus der Deutschen Eishockey Liga (DEL) angestellt. Dort beerbte er die entlassenen Johan Lundskog und Jan-Axel Alavaara.

## Erfolge und Auszeichnungen
- 2000 Turner-Cup-Gewinn mit den Chicago Wolves
- 2000 IHL Second All-Star Team
- 2002 Calder-Cup-Gewinn mit den Chicago Wolves

## Karrierestatistik

### Spielerstatistik
(Legende zur Spielerstatistik: Sp oder GP = absolvierte Spiele; T oder G = erzielte Tore; V oder A = erzielte Assists; Pkt oder Pts = erzielte Scorerpunkte; SM oder PIM = erhaltene Strafminuten; +/− = Plus/Minus-Bilanz; PP = erzielte Überzahltore; SH = erzielte Unterzahltore; GW = erzielte Siegtore; 1 Play-downs/Relegation; Kursiv: Statistik nicht vollständig)

### NHL-Trainerstatistik
(Legende zur Trainerstatistik: Sp oder GC = Spiele insgesamt; W oder S = erzielte Siege; L oder N = erzielte Niederlagen; T oder U = erzielte Unentschieden; OTL oder OTN = erzielte Niederlagen nach Overtime oder Shootout; Pts oder Pkt = erzielte Punkte; Pts% oder Pkt% = Punktquote; Win% = Siegquote; Resultat = erreichte Runde in den Play-offs)

## Persönliches
Eakins ist mit der kanadischen Schauspielerin Ingrid Kavelaars verheiratet und hat mit ihr zwei Töchter.